# Petaling Jayastadion
Het Petaling Jayastadion is een multifunctioneel stadion in Petaling Jaya, een stad in Maleisië. Het stadion heette vroeger MPPJ-Stadion.
Het stadion wordt vooral gebruikt voor voetbalwedstrijden, de voetbalclubs FC Petaling Jaya City en FC Petaling Jaya Rangers maken gebruik van dit stadion. Ook werd het gebruikt voor het Aziatisch kampioenschap voetbal onder 16 van 2018. 
In het stadion is plaats voor 30.000 toeschouwers. Het stadion werd geopend in 1996.